# 山県就照
山県 就照（やまがた なりてる、旧字体：山縣 就照）は、戦国時代の武将。毛利氏家臣。父は山県元照。弟に山県元政。

## 生涯
安芸国山県郡壬生に居住した山県元照の嫡男として生まれる。
大永2年（1522年）、毛利元就が安芸国山県郡の壬生城を攻めた際に、城主一族であった父・元照が元就の説得を受け、毛利氏の被官に取り上げた上で本領安堵と新領加増を条件として毛利方に寝返った。同年9月23日、毛利氏当主の毛利幸松丸は壬生城攻めにおける元照の功を賞して約束通り被官契約を結び、従来の所領の安堵に加えて、漆原名を与えて諸役を免じている。
享禄4年（1531年）3月13日、父・元照の所領を就照が相続することを元就から認められる。この時に嫡男である就照に所領を譲り、以後は活動が見られないことから、父・元照はこの頃に隠居または死去したとされる。
天文6年（1537年）3月7日の安芸生田城攻めにおいて新藤弥左衛門尉を討ち取り、3月10日に元就から感状を与えられた。
年月日不詳だが、毛利氏家臣41名が記された具足注文において就照の具足数は16両と記されている。
弘治3年（1557年）9月28日、毛利隆元から周防国玖珂郡の河内郷の内の分銭8貫目の地を給地として与えられる。
年不詳の12月19日、毛利隆元が就照に書状を送り、就照の弟である元政に嫡男がおらず、娘しかいないため、元政の娘と児玉元時を婚姻させて家督を相続させることを命じている。なお、離縁した場合は元政の娘に給地を与えるように取り決めている。
没年は不詳。就照に子がいなかったためか、弟の山県元政が家督を相続した。